# Lijst van voetbalinterlands Roemenië - Tsjechië
Deze lijst van voetbalinterlands is een overzicht van alle officiële voetbalwedstrijden tussen de nationale teams van Roemenië en Tsjechië. De landen speelden tot op heden twee keer tegen elkaar. De eerste ontmoeting, een kwalificatiewedstrijd voor het Wereldkampioenschap voetbal 2006, werd gespeeld in Praag op 9 oktober 2004. Het laatste duel, de returnwedstrijd in dezelfde kwalificatiereeks, vond plaats op 3 september 2005 in Constanța.

## Wedstrijden
| № | Plaats    | Datum            | Competitie           | Wedstrijd           | Uitslag |
| - | --------- | ---------------- | -------------------- | ------------------- | ------- |
| 1 | Praag     | 9 oktober 2004   | WK 2006 kwalificatie | Tsjechië − Roemenië | 1 − 0   |
| 2 | Constanța | 3 september 2005 | WK 2006 kwalificatie | Roemenië − Tsjechië | 2 − 0   |

## Samenvatting
| Competitie      | Totaal gespeeld | Winst Roemenië | Gelijk | Winst Tsjechië | Doelsaldo Roemenië – Tsjechië |
| --------------- | --------------- | -------------- | ------ | -------------- | ----------------------------- |
| WK-kwalificatie | 2               | 1              | 0      | 1              | 2 − 1                         |
| Totaal          | 2               | 1              | 0      | 1              | 2 − 1                         |